# Key Tower
Key Tower é um dos arranha-céus mais altos do mundo, com 289 metros (947 ft). Edificado na cidade de Cleveland, Estados Unidos, foi concluído em 1991 com 57 andares.